# Реформаторський рух
Реформаторський рух (фр. Mouvement Réformateur; MR) — політичне об'єднання ліберальної орієнтації в Бельгії, що діє у Французькому та Німецькомовному співтовариствах, а також у фламандському окрузі Халле-Вілворде.
Рух було утворено 24 березня 2002 року шляхом об'єднання трьох франкомовних (Ліберальна реформаторська партія, Рух громадян за зміни, Франкофонські демократичні федералісти) та однієї німецькомовної (Партія свободи і прогресу) партій ліберальної орієнтації.
Рух, відповідно до останніх передвиборчих опитувань, перед парламентськими виборами 13 червня 2010 року займав друге місце за популярністю у Валлонії й перше — у Брюсселі. Рух також представлений двома депутатами у Європарламенті.
Один з найвідоміших активістів руху — член Сенату Марк Вільмотс, колишній капітан збірної Бельгії з футболу.